# Jabrun
Jabrun ist ein zentralfranzösischer Ort und eine Gemeinde mit 155 Einwohnern (Stand: 1. Januar 2022) im Département Cantal in der Region Auvergne-Rhône-Alpes. Die Gemeinde gehört zum Arrondissement Saint-Flour und zum Kanton Neuvéglise-sur-Truyère. 

## Lage
Jabrun liegt etwa 27 Kilometer südsüdwestlich von Saint-Flour. Das Gemeindegebiet wird vom Flüsschen Lévandès sowie seinem Zufluss Tailladès tangiert und gehört zum Regionalen Naturpark Aubrac. Umgeben wird Jabrun von den Nachbargemeinden Espinasse im Norden, Chaudes-Aigues im Norden und Nordosten, Deux-Verges im Osten, Saint-Rémy-de-Chaudes-Aigues im Osten und Südosten, Saint-Urcize im Süden, La Trinitat im Südwesten, Lacalm im Südwesten und Westen sowie Lieutadès im Westen und Nordwesten.

## Bevölkerungsentwicklung
| Jahr                       | 1962 | 1966 | 1975 | 1982 | 1990 | 1999 | 2006 | 2019 |
| Einwohner                  | 299  | 276  | 214  | 183  | 172  | 178  | 159  | 155  |
| Quellen: Cassini und INSEE |      |      |      |      |      |      |      |      |

## Sehenswürdigkeiten
- Kirche Saint-Jean, frühere Kommende des Malteserordens

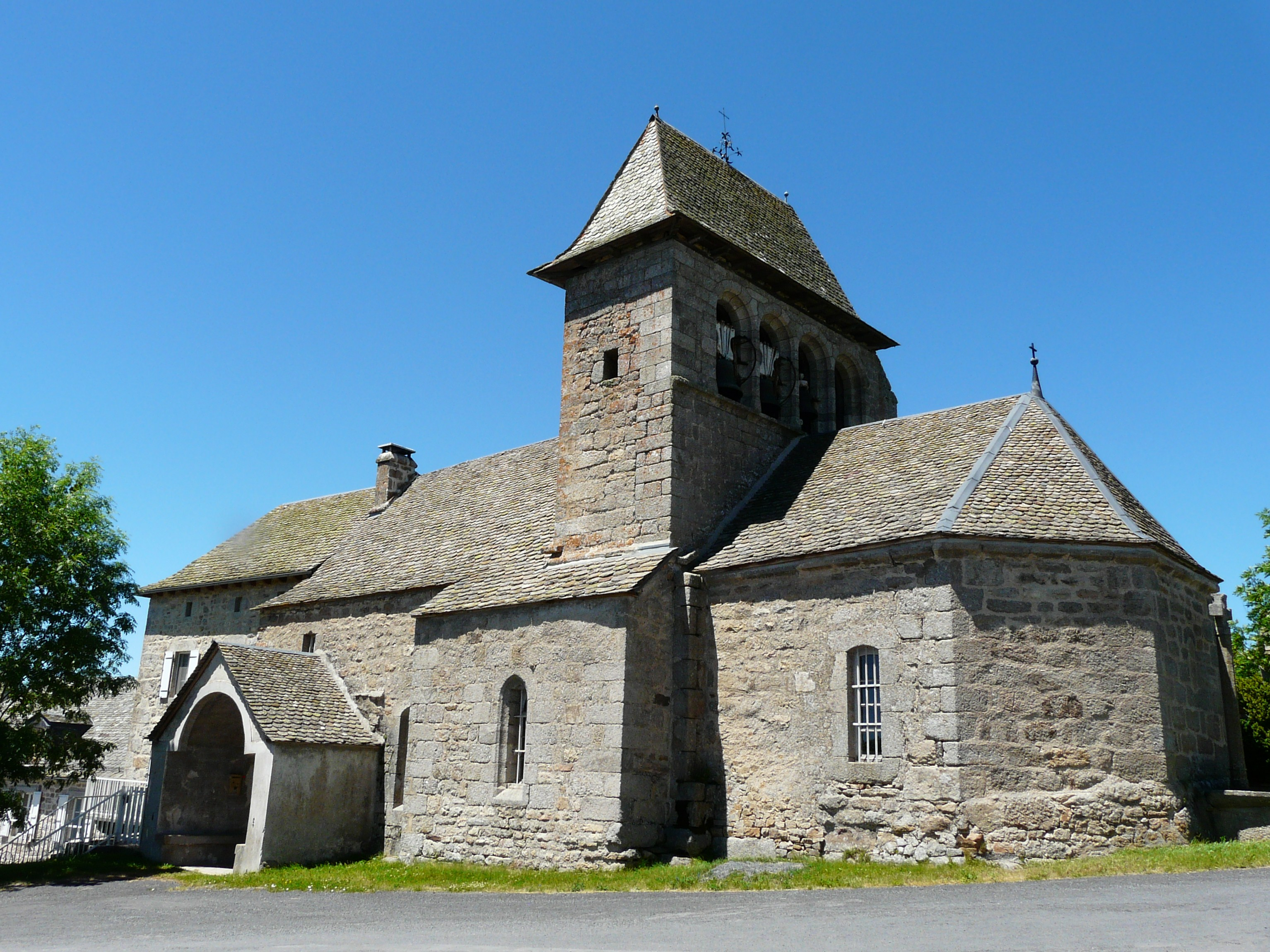
Kirche Saint-Jean